# Claus Blem Jensen
Claus Blem Jensen er tidligere sportschef hos Århus GF, tidligere journalist på Jyllands-Posten og Århus Stiftstidende. Endvidere har han været folkeskolelærer.
I maj 2019 tiltrådte han en stilling som kommunikationschef hos AURA Energi.